# Thalassodes subreticulata
Thalassodes subreticulata là một loài bướm đêm trong họ Geometridae.